# 게오르그 린덴스코우 사무엘센
게오르그 린덴스코우 사무엘센(덴마크어: Georg Lindenskov Samuelsen, 1910년 1월 8일~1997년 2월 17일)은 페로 제도의 정치인, 배우이다.